# سیچلاید کوتوله آگاسیز
سیچلاید کوتوله آگاسیز با نام علمی Apistogramma agassizii، گونه‌ای از خانواده سیکلیدها است که در رودخانه مارانیون و اوکایالی در پرو، برخی از شاخه‌های رودخانه آمازون، و همچنین در پایین دست رود آمازون در مصب منتهی به اقیانوس اطلس یافت می‌شود.  نام این گونه از لوئیس آگاسیز (۱۸۰۷-۱۸۷۳)، جانورشناس و زمین شناس سوئیسی-آمریکایی گرفته شده است. 

## پراکندگی و زیستگاه
آگاسیزی بومی آب های کم عمق حوضه آمازون می باشد. این گونه زیستگاه هایی با حداقل جریان را ترجیح می دهد که در آن بقایای گیاهی، به ویژه برگ های مرده، از آنها به عنوان پناهگاه در برابر شکارچیان اعم از ماهی های بزرگ و هم شکارچیانی که از طریق هوا حمله میکنند حفاظت کند.  از بین 94 گونه معتبر و شناخته شده آپیستوگراما، گونه های  آگاسیزی و کاکاتونما به همراه گونه سیچلاید کوتوله دو خط(Apistogramma bitaeniata)، یکی از معدود گونه هایی است که دامنه پراکنش زیادی دارد.

## رابطه با انسان ها

### در آکواریوم
درست مانند تمام سیچلایدهای کوتوله،  آگاسیزی به تعویض هفتگی آب نیاز دارد تا سطح نیترات را تا حد ممکن پایین نگه دارد. درجه سختی ۵۰-۱۰۰ در لیتر و درجه اسیدی pH ۶٫۰ بسیار مطلوب است.
آنها باید در یک آکواریوم حداقل ۳۵ لیتری نگهداری شوند. برای کاهش استرس ماهی ها باید داخل آکواریوم را تا حد امکان شبیه به محیط طبیعی زندگی آنها درست کرد. تزئین با ریشه گیاهان و کاشت گیاهان مقاوم اینکار را انجام داد. آگاسیزی ها را نباید در یک آکواریوم با سایر سیکلیدهای کوتوله نگهداری کرد. بهتر است آنها را در کنار دسته‌ای از تتراها یا دیگر ماهی‌های کوچک بومی رودخانه آمازون نگهداری کرد. 

## همچنین ببینید
- لیست گونه های ماهی آکواریومی آب شیرین